# Savoia-Marchetti SM.89
Savoia-Marchetti SM.89 là một loại máy bay ném bom do hãng Savoia-Marchetti chế tạo.

## Tính năng kỹ chiến thuật (S.89)
Đặc điểm tổng quát
- Chiều dài: 16,85 m (55,28 ft)
- Sải cánh: 21,04 m (69 ft)
- Chiều cao: 4,5 m (14,7 ft)
- Diện tích cánh: 61 m² (200 ft²)
- Trọng lượng rỗng: 8.800 kg (19.400 lb)
- Trọng lượng cất cánh tối đa: 12.634 kg (27.853 lb)
- Động cơ:  × ,  ()  mỗi chiếc

 Hiệu suất bay 
- Vận tốc cực đại: 440 km/h (273,4 mi)
- Tầm bay: 720 km (447 mi)
- Trần bay: 6.700 m (21.981 ft)
- Vận tốc lên cao: 5,4 m/s (17,71 ft/s)